# Cannitello
Cannitello est une frazione de la commune italienne de Villa San Giovanni, dans la province de Reggio de Calabre, en Calabre, dans le sud de la péninsule italienne.